# Sásová

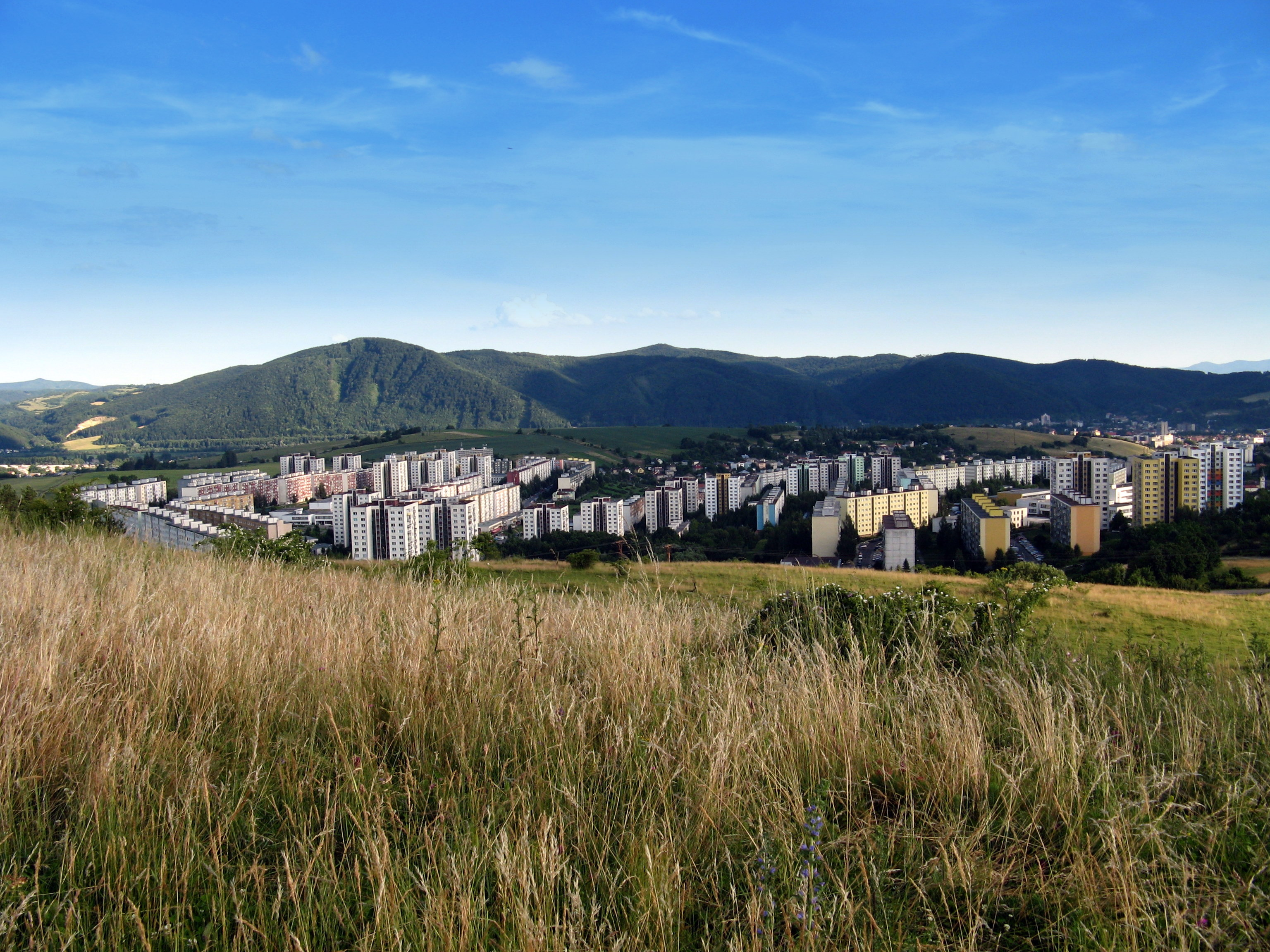
Blick auf Sásová

Sásová (deutsch Sachsendorf, ungarisch Zólyomszászfalu – bis 1907 Szászfalu, älter Szászova) ist eine ehemalige Gemeinde und seit 1966 ein Stadtteil von Banská Bystrica in der Mittelslowakei. Sásová liegt nördlich des Stadtzentrums von Banská Bystrica am Fuße des Berges Panský diel im Gebirge Starohorské vrchy und ist mit dem benachbarten Stadtteil Rudlová praktisch zusammengewachsen.

## Geschichte
Der Ort entstand in der zweiten Hälfte des 13. Jahrhunderts und wurde zum ersten Mal 1350 als Villa Militis schriftlich erwähnt. Andere mittelalterliche Namen sind u. a. Zazfalva (1391), (de) Anthonio (1401), Zassfalu (1420) sowie Zazfalw bzw. Zethanthal (1487). Von 1516 bis 1848 war Sásová ein Untertanendorf von Neusohl. 1828 zählte man 51 Häuser und 397 Einwohner, die als Landwirte beschäftigt waren, nach 1850 vor allem als Maurer und Arbeiter in den umliegenden Industriebetrieben.
Bis 1918 gehörte der Ort im Komitat Sohl zum Königreich Ungarn und kam danach zur neu entstandenen Tschechoslowakei beziehungsweise heutigen Slowakei. In der Zeit der ersten tschechoslowakischen Republik arbeiteten die Einwohner als Maurer und Zimmerleute in der Gegend. Während des Slowakischen Nationalaufstandes gab es hier mehrere Militärlager. In der Volkszählung 1961, der letzten vor der Eingemeindung, wohnten 1014 Einwohner in der Gemeinde. 1966 wurde Sásová in die Stadt Banská Bystrica eingemeindet. Nach der Eingemeindung entstand eine große Plattenbausiedlung, die sich über das Gebiet von Sásová und Rudlová erstreckt. 

## Bauwerke und Denkmäler

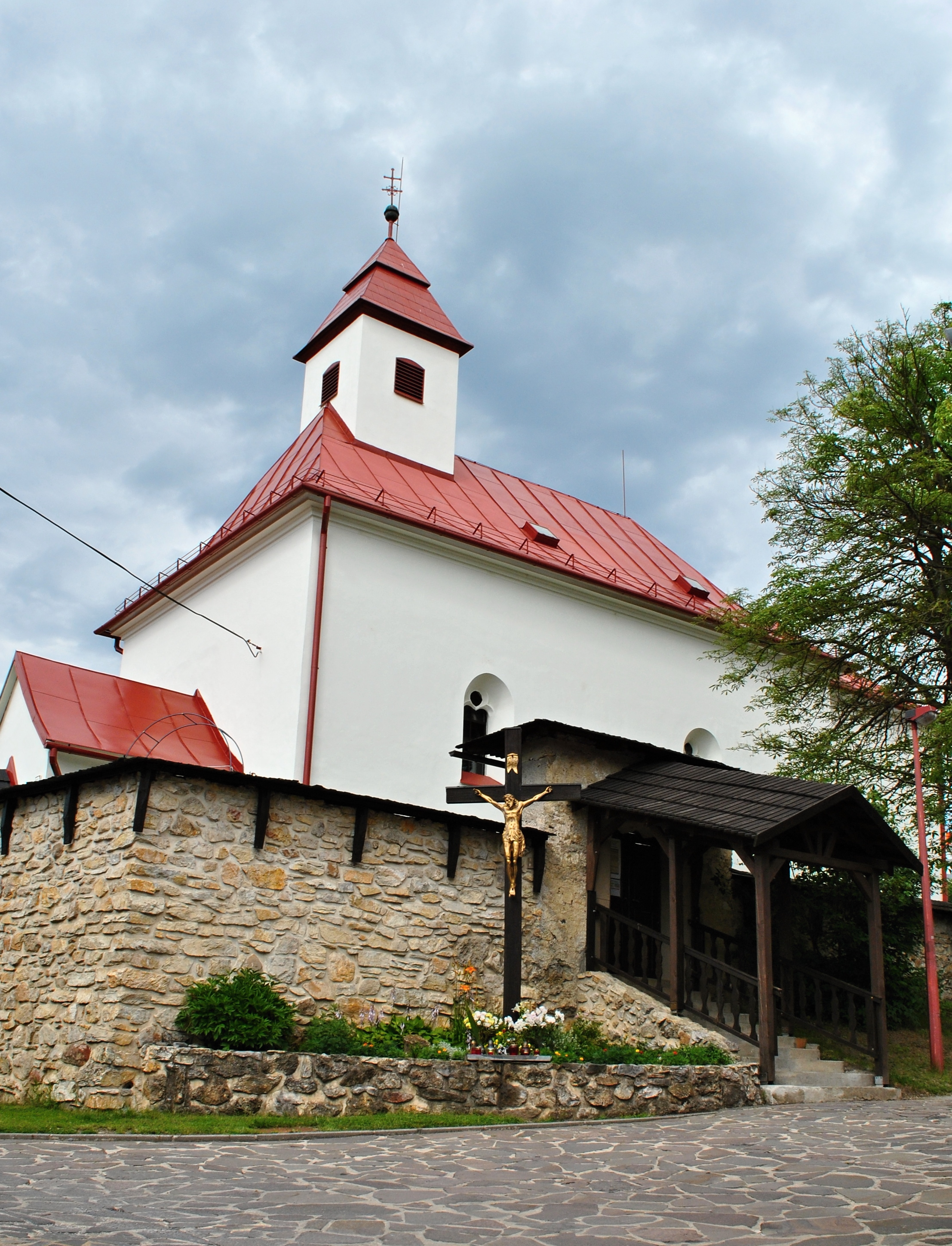
Kirche Hl. Antonius und Paulus

- römisch-katholische Kirche Hl. Antonius und Paulus, gegen 1330 errichtet und um die Wende des 15. und 16. Jahrhunderts umgebaut und neu gewölbt. Beim Umbau erhielt sie zwei holzgeschnitzte Altäre, den Antonius-Paulus-Hauptaltar von ca. 1500 sowie den Helena-Ägidius-Seitenaltar von ca. 1515[3]
- evangelischer Glockenturm aus dem Jahr 1913